# لنس کید
لنس کید (به انگلیسی: Lance Cade؛ ۲ مارس ۱۹۸۱ – ۱۳ اوت ۲۰۱۰) کشتی‌گیر کشتی حرفه‌ای اهل ایالات متحده آمریکا بود.